# Hongarije op de Olympische Zomerspelen 1964
Hongarije nam deel aan de Olympische Zomerspelen 1964 in Tokio, Japan. Voor de vijfde keer op rij wonnen de Hongaren meer dan 20 medailles.

## Medailleoverzicht
| Sport            | Olympiër | Discipline              | Medaille |
| ---------------- | --- | ----------------------- | -------- |
| Moderne vijfkamp | Ferenc Török | individueel (m)         | Goud     |
| Schermen         | Árpád Bárány Tamás Gábor István Kausz Gyözõ Kulcsár Zoltán Nemere | degen team (m)          | Goud     |
| Schermen         | Tibor Pézsa | sabel (m)               | Goud     |
| Schermen         | Ildikó Ujlaki-Rejtõ | floret (v)              | Goud     |
| Schermen         | Paula Földessy-Marosi Katalin Juhász-Nagy Judit Mendelényi-Àgoston Lidia Sákovits-Dömölky Ildikó Ujlaki-Rejtõ                                                                                    | floret team (v)         | Goud     |
| Schietsport      | László Hammerl | 50m liggend (m)         | Goud     |
| Voetbal          | Ferenc Bene Tibor Csernai János Farkas József Gelei Kálmán Ihász Sándor Katona Imre Komora Ferenc Nógrádi Dezsõ Novák Àrpád Orban Károly Palotai Antal Szentmihályi Gusztáv Szepesi Zoltán Varga | mannen                  | Goud     |
| Waterpolo        | Miklós Ambrus András Bodnár Ottó Boros Zoltán Dömötör László Felkai Dezsõ Gyarmati Tivadar Kanizsa György Kárpáti János Konrád Mihály Mayer Dénes Pócsik Péter Rusorán                           | mannen                  | Goud     |
| Worstelen        | Imre Polyák | -63kg Grieks-Romeins(m) | Goud     |
| Worstelen        | István Kozma | +97kg Grieks-Romeins(m) | Goud     |
| Atletiek         | Gergely Kulcsár | speerwerpen (m)         | Zilver   |
| Atletiek         | Gyula Zsivótzky | kogelslingeren (m)      | Zilver   |
| Atletiek         | Márta Rudas-Antal | speerwerpen (v)         | Zilver   |
| Gewichtheffen    | Imre Földi | -56kg (m)               | Zilver   |
| Gewichtheffen    | Géza Tóth | -82,5kg (m)             | Zilver   |
| Kanovaren        | Mihály Hesz | K-1 1000m (m)           | Zilver   |
| Turnen           | Katalin Makray | brug (v)                | Zilver   |
| Atletiek         | Vilmos Varju | kogelstoten (m)         | Brons    |
| Gewichtheffen    | Gyõzõ Veres | -82,5kg (m)             | Brons    |
| Moderne vijfkamp | Imre Nagy Ferenc Török Ottó Török | team (m)                | Brons    |
| Schietsport      | László Hammerl | 50m 3 posities (m)      | Brons    |
| Turnen           | Anikó Jánosi-Ducza | vloer (v)               | Brons    |

## Deelnemers en resultaten

### Atletiek
| Olympiër                                                   | Discipline             | Resultaat | Prestatie                                                                   |
| ---------------------------------------------------------- | ---------------------- | --------- | --------------------------------------------------------------------------- |
| Csaba Csutorás                                             | 100m (m)               | 36e       | serie 2: 4de in 10,7                                                        |
| László Mihályfi                                            | 100m (m)               | 31e       | serie 9: 4de in 10,6                                                        |
| Huba Rozsnyai                                              | 100m (m)               | 46e       | serie 6: 5de in 10,8                                                        |
| Csaba Csutorás                                             | 200m (m)               | 17e       | serie 3: 3de in 21,5 kwartfinale 2: 6de in 21,4                             |
| István Gyulai                                              | 400m (m)               | 43e       | serie 1: 6de in 48,0                                                        |
| Attila Simon                                               | 1500m (m)              | 28e       | serie 4: 9de in 3.49,1                                                      |
| Lajos Mecser                                               | 5000m (m)              | 39e       | serie 3: 9de in 14.35,4                                                     |
| Janos Pinter                                               | 5000m (m)              | 41e       | serie 1: 10de in 14.41,0                                                    |
| János Pintér                                               | 10000m (m)             | DNF       | niet gefinisht                                                              |
| József Sütő                                                | 10000m (m)             | 16e       | 29.43,0                                                                     |
| József Mácsár                                              | 3000m steeplechase (m) | 25e       | serie 1: 7de in 9.08,8                                                      |
| Attila Simon                                               | 3000m steeplechase (m) | 21e       | serie 3: 7de in 8.57,8                                                      |
| Huba Rozsnyai Csaba Csutoras Laszlo Mihalyfi Gyula Rabai   | 4x100m (m)             | 13e       | serie 1: 4de in 40,3 halve finale 1: 7de in 40,3                            |
| Janos Pinter                                               | marathon (m)           | 37e       | 2:30.50,2                                                                   |
| József Sütő                                                | marathon (m)           | 5e        | 2:17.55,8                                                                   |
| István Göri                                                | 20km snelwandelen (m)  | 15e       | 1:35.38                                                                     |
| Antal Kiss                                                 | 20km snelwandelen (m)  | 21e       | 1:38.27                                                                     |
| István Göri                                                | 50km snelwandelen (m)  | DNS       | niet gestart                                                                |
| István Havasi                                              | 50km snelwandelen (m)  | 19e       | 4:34.14,0                                                                   |
| Antal Kiss                                                 | 50km snelwandelen (m)  | DNS       | niet gestart                                                                |
| Henrik Kalocsai                                            | verspringen (m)        | 28e       | kwalificatie: 28ste met 6,99m                                               |
| Henrik Kalocsai                                            | hink-stap-springen (m) | 19e       | kwalificatie: 19de met 15,53m                                               |
| Zsigmond Nagy                                              | kogelstoten (m)        | 5e        | kwalificatie: 5de met 18,14m finale: 5de met 18,88m                         |
| Vilmos Varju                                               | kogelstoten (m)        | Brons     | kwalificatie: 4de met 18,26m finale: 3de met 19,39m                         |
| József Szécsényi                                           | discuswerpen (m)       | 5e        | kwalificatie: 10de met 55,04m finale: 5de met 57,23m                        |
| Gergely Kulcsár                                            | speerwerpen (m)        | Zilver    | kwalificatie: 5de met 74,32m finale: 2de met 82,32m                         |
| Sándor Eckschmiedt                                         | kogelslingeren (m)     | 5e        | kwalificatie: 10de met 64,64m finale: 11de met 63,83m                       |
| Gyula Zsivótzky                                            | kogelslingeren (m)     | Zilver    | kwalificatie: 1ste met 67,99m (OR) finale: 2de met 69,09m                   |
|                                                            |                        |           |                                                                             |
| Erzsébet Bartos                                            | 100m (v)               | 31e       | serie 1: 6de in 11,9                                                        |
| Margit Nemesházi                                           | 100m (v)               | 9e        | serie 3: 2de in 11,7 kwartfinale 3: 4de in 11,5 halve finale 2: 7de in 11,7 |
| Erzsébet Bartos                                            | 200m (v)               | 25e       | serie 1: 5de in 24,9                                                        |
| Margit Nemesházi                                           | 200m (v)               | DNS       | serie 2: niet gestart                                                       |
| Olga Kazi                                                  | 400m (v)               | DNF       | serie 3: 5de in 56,5 halve finale 2: niet gestart                           |
| Antónia Munkácsi                                           | 400m (v)               | 4e        | serie 1: 1ste in 54,5 (OR) halve finale 1: 3de in 54,0 finale: 4de in 54,4  |
| Olga Kazi                                                  | 800m (v)               | 15e       | serie 3: 6de in 2.12,1 halve finale 1: 8ste in 2.10,2                       |
| Zsuzsa Szabó                                               | 800m (v)               | 4e        | serie 1: 3de in 2.07,7 halve finale 2: 2de in 2.05,1 finale: 4de in 2.03,5  |
| Erzsébet Bartos Margit Nemesházi Antónia Munkácsi Ida Such | 4x100m (v)             | 7e        | serie 2: 3de in 45,9 finale: 7de in 45,2                                    |
| Skultety Kispal                                            | verspringen (v)        | 23e       | kwalificatie: 23ste met 5,69m                                               |
| Judit Bognár                                               | kogelstoten (v)        | 11e       | kwalificatie: 6de met 15,52m finale: 11de met 15,65m                        |
| Jolán Kleiber-Kontsek                                      | kogelstoten (v)        | 13e       | kwalificatie: 13de met 14,52m                                               |
| Judit Bognár                                               | discuswerpen (v)       | DNS       | kwalificatie: niet gestart                                                  |
| Jolán Kleiber-Kontsek                                      | discuswerpen (v)       | 6e        | kwalificatie: 8ste met 52,35m finale: 6de met 54,87m                        |
| Judit Stugner                                              | discuswerpen (v)       | 10e       | kwalificatie: 9de met 52,30m finale: 10de met 52,52m                        |
| Antal Marta Rudas                                          | speerwerpen (v)        | Zilver    | kwalificatie: 3de met 52,23m finale: 2de met 58,27m                         |

### Basketbal
| Olympiër | Discipline | Resultaat | Prestatie |
| --- | ---------- | --------- | --- |
| András Haán Árpád Glatz György Pólik János Bencze János Greminger János Rácz József Prieszol László Gabányi Miklós Boháty Ödön Lendvay Pál Koczka Tibor Kangyal | mannen     | 14e       | groep A: 7de V van Polen: 53-56 W van Canada: 70-59 V van Sovjet-Unie: 42-84 V van Japan: 41-58 V van Italië: 73-77 W van Mexico: 69-61 V van Puerto Rico: 59-74 13-16de plek: W van Zuid-Korea: 99-83 13-14de plek: V van Canada: 65-68 |

| Voorronde Groep A |             |             |             |             |        |        |        |        |
| #                 | Land        | Wedstrijden | Wedstrijden | Wedstrijden | Punten | Punten | Punten | Punten |
| #                 | Land        | G           | W           | V           | V      | T      | Saldo  | Punten |
| 1                 | Sovjet-Unie | 7           | 7           | 0           | 562    | 424    | +138   | 14     |
| 2                 | Puerto Rico | 7           | 5           | 2           | 493    | 454    | +39    | 12     |
| 3                 | Polen       | 7           | 4           | 3           | 467    | 448    | +19    | 11     |
| 4                 | Italië      | 7           | 4           | 3           | 495    | 480    | +15    | 11     |
| 5                 | Mexico      | 7           | 3           | 4           | 485    | 514    | -29    | 10     |
| 6                 | Japan       | 7           | 3           | 4           | 421    | 428    | -7     | 10     |
| 7                 | Hongarije   | 7           | 2           | 5           | 407    | 469    | -62    | 9      |
| 8                 | Canada      | 7           | 0           | 7           | 408    | 521    | -113   | 7      |

| Ronde        | Datum | Plaats      | Land  | Score     | Land |
| ------------ | ----- | ----------- | ----- | --------- | ---- |
| Groepsfase   |       |             |       |           |      |
| 11 oktober   | Tokio | Polen       | 56-53 | Hongarije |      |
| 12 oktober   | Tokio | Canada      | 59-70 | Hongarije |      |
| 13 oktober   | Tokio | Sovjet-Unie | 84-42 | Hongarije |      |
| 14 oktober   | Tokio | Hongarije   | 41-58 | Japan     |      |
| 16 oktober   | Tokio | Hongarije   | 73-77 | Italië    |      |
| 17 oktober   | Tokio | Hongarije   | 69-61 | Mexico    |      |
| 18 oktober   | Tokio | Puerto Rico | 74-59 | Hongarije |      |
| 13-16de plek |       |             |       |           |      |
| 20 oktober   | Tokio | Hongarije   | 99-83 | Mexico    |      |
| 13-14de plek |       |             |       |           |      |
| 22 oktober   | Tokio | Hongarije   | 68-65 | Canada    |      |

### Boksen
| Olympiër     | Discipline  | Resultaat | Prestatie |
| ------------ | ----------- | --------- | --- |
| Tibor Papp   | -51kg (m)   | 17e       | 1ste ronde: V van KEN Kamau: 2-3 |
| Gyula Török  | -54kg (m)   | 17e       | 1ste ronde: V van URS Grigoryev: scheidsrechterlijke beslissing                                                                                                 |
| János Kajdi  | -60kg (m)   | 5e        | 1ste ronde: W van NEP Ramparsad: scheidsrechterlijke beslissing 2de ronde: W van UGA Odhiambo kwartfinale: V van URS Barannikov: scheidsrechterlijke beslissing |
| István Tóth  | -63,5kg (m) | 9e        | 1ste ronde: W van THA Prasertson: 4-1 2de ronde: W van CAN Reti: 3-2 3de ronde: V van TCH Kučera: 0-5                                                           |
| László Sebők | -71kg (m)   | 17e       | 1ste ronde: V van GHA Davies: 0-5 |

### Gewichtheffen
| Olympiër         | Discipline  | Resultaat | Prestatie                                                                                   |
| ---------------- | ----------- | --------- | ------------------------------------------------------------------------------------------- |
| Imre Földi       | -56kg (m)   | Zilver    | drukken: 1ste met 115kg (OR) trekken: 4de met 102,5kg stoten: 2de met 137,5kg totaal: 355kg |
| Róbert Nagy      | -56kg (m)   | 9e        | drukken: 9de met 100kg trekken: 3de met 105kg stoten: 14de met 125kg totaal: 330kg          |
| Mihály Huszka    | -75kg (m)   | 6e        | drukken: 2de met 135kg trekken: 8ste met 125kg stoten: 7de met 160kg totaal: 420kg          |
| Géza Tóth        | -82,5kg (m) | Zilver    | drukken: 6de met 145kg trekken: 3de met 137,5kg stoten: 1ste met 185kg (OR) totaal: 467,5kg |
| Győző Veres      | -82,5kg (m) | Brons     | drukken: 1ste met 155kg (OR) trekken: 4de met 135kg stoten: 3de met 177,5kg totaal: 467,5kg |
| Árpád Nemessányi | -90kg (m)   | 6e        | drukken: 9de met 140kg trekken: 1ste met 142,5kg (OR) stoten: 6de met 177,5kg totaal: 460kg |
| Károly Ecser     | +90kg (m)   | 5e        | drukken: 4de met 175kg trekken: 5de met 147,5kg stoten: 8ste met 185kg totaal: 507,5kg      |

### Kanovaren
| Olympiër                                                  | Discipline    | Resultaat | Prestatie                                                                     |
| --------------------------------------------------------- | ------------- | --------- | ----------------------------------------------------------------------------- |
| Andras Toro                                               | C-1 1000m (m) | 4e        | serie 1: 2de in 4.42,31 finale: 4de in 4.39,95                                |
| Antal Hajba Árpád Soltész                                 | C-2 1000m (m) | 4e        | serie 1: 4de in 4.12,54 halve finale: 1ste in 4.35,30 finale: 4de in 4.08,97  |
| Mihály Hesz                                               | K-1 1000m (m) | Zilver    | serie 1: 2de in 4.02,90 halve finale 3: 2de in 4.04,57 finale: 2de in 3.57,28 |
| György Mészáros Imre Szöllősi                             | K-2 1000m (m) | 5e        | serie 1: 2de in 3.46,14 halve finale 3: 3de in 3.52,15 finale: 5de in 3.41,39 |
| Imre Kemecsey András Szente György Mészáros Imre Szöllősi | K-4 1000m (m) | 5e        | serie 1: 3de in 3.18,60 halve finale 2: 2de in 3.24,05 finale: 4de in 3.16,24 |
|                                                           |               |           |                                                                               |
| Mihály Hesz                                               | K-1 500m (v)  | 8e        | serie 1: 5de in 2.13,74 halve finale: 1ste in 2.14,63 finale: 8ste in 2.17,85 |
| Katalin Benkő Maria Roka                                  | K-2 500m (v)  | 7e        | serie 2: 4de in 2.02,19 halve finale: 1ste in 2.06,90 finale: 7de in 2.03,67  |

### Moderne vijfkamp
| Olympiër                          | Discipline      | Resultaat | Prestatie    |
| --------------------------------- | --------------- | --------- | ------------ |
| Imre Nagy                         | individueel (m) | 7e        | 4874 punten  |
| Ferenc Török                      | individueel (m) | Goud      | 5116 punten  |
| Ottó Török                        | individueel (m) | 26e       | 4305 punten  |
| Imre Nagy Ferenc Török Ottó Török | team (m)        | Brons     | 14173 punten |

### Schermen
| Olympiër | Discipline      | Resultaat | Prestatie |
| --- | --------------- | --------- | --- |
| István Kausz | degen (m)       | 25e       | 1ste ronde groep G: 4de met 4 overwinningen 2de ronde groep B: 6de met 2 overwinningen |
| Győző Kulcsár | degen (m)       | 9e        | 1ste ronde groep F: 2de met 5 overwinningen 2de ronde groep A: 1ste met 5 overwinningen 3de ronde: vrij 4de ronde: V van SWE Lindwall: 6-10                                                                                           |
| Zoltán Nemere | degen (m)       | 9e        | 1ste ronde groep H: 2de met 6 overwinningen 2de ronde groep D: 3de met 4 overwinningen 3de ronde: W van ITA Delfino: 10-8 4de ronde: V van GBR Hoskyns: 7-10                                                                          |
| Győző Kulcsár Zoltán Nemere Tamás Gábor István Kausz Árpád Bárány                                                 | degen team (m)  | Goud      | 1ste ronde groep C: 2de met 2 overwinningen 2de ronde: W van Oostenrijk: 8-1 kwartfinale: W van Sovjet-Unie: 8-4 halve finale: W van Frankrijk: 9-3 finale: W van Italië: 8-3                                                         |
| József Gyuricza                                                                                                   | floret (m)      | 25e       | 1ste ronde groep C: 3de met 3 overwinningen 2de ronde groep A: 5de met 2 overwinningen |
| Jenő Kamuti | floret (m)      | 5e        | 1ste ronde groep G: 1ste met 5 overwinningen 2de ronde groep F: 3de met 3 overwinningen 3de ronde: vrij 4de ronde: W van URS Zhdanovich: 10-9 kwartfinale: V van FRA Magnan: 7-10                                                     |
| Sándor Szabó | floret (m)      | 5e        | 1ste ronde groep D: 3de met 3 overwinningen 2de ronde groep E: 2de met 3 overwinningen 3de ronde: W van EUA Schmitt: 10-2 4de ronde: W van URS Midler: 10-8 kwartfinale: V van AUT Losert: 9-10                                       |
| Jenő Kamuti László Kamuti József Gyuricza Sándor Szabó Béla Gyarmati                                              | floret team (m) | 7e        | 1ste ronde: vrij kwartfinale: V van Japan: 7-9 5-8ste plek: V van Roemenië: 5-9 |
| Péter Bakonyi | sabel (m)       | 9e        | 1ste ronde groep D: 1ste met 5 overwinningen 2de ronde groep D: 2de met 5 overwinningen 3de ronde: V van URS Mavlikhanov: 9-10 |
| Attila Kovács | sabel (m)       | 9e        | 1ste ronde groep G: 1ste met 6 overwinningen 2de ronde groep B: 3de met 5 overwinningen 3de ronde: V van EUA Wellman: 9-10 |
| Tibor Pézsa | sabel (m)       | Goud      | 1ste ronde groep H: 3de met 3 overwinningen 2de ronde groep A: 3de met 4 overwinningen 3de ronde: W van URS Rakita: 10-6 kwartfinale: W van FRA Parent: 10-7 finale: 1ste met 2 overwinningen                                         |
| Péter Bakonyi Miklós Meszéna Attila Kovács Zoltán Horváth Tibor Pézsa                                             | sabel team (m)  | 5e        | 1ste ronde groep C: 2de met 1 overwinning 2de ronde: V van Italië: 7-9 5-8ste plek: W van Roemenië: 9-0 5-6de plek: W van EUA: 9-3 |
| |                 |           | |
| Katalin Nagyné Juhász                                                                                             | floret (v)      | 5e        | 1ste ronde groep C: 1ste met 3 overwinningen 2de ronde groep A: 2de met 3 overwinningen 3de ronde: W van EUA Schmid: 8-4 kwartfinale: V van ITA Ragno: 4-8 5-8ste plek: W van FRA Rousselet: 8-7 5-6de plek: W van ITA Masciotta: 8-5 |
| Ildikó Ságiné Ujlakyné Rejtő                                                                                      | floret (v)      | Goud      | 1ste ronde groep A: 2de met 4 overwinningen 2de ronde groep D: 3de met 2 overwinningen 3de ronde: W van URS Rastvorova: 8-6 kwartfinale: W van ITA Colombetti: 8-3 finale: 1ste met 2 overwinningen                                   |
| Lídia Sákovicsné Dömölky                                                                                          | floret (v)      | 9e        | 1ste ronde groep B: 1ste met 6 overwinningen 2de ronde groep B: 3de met 3 overwinningen 3de ronde: V van EUA Mees: 6-8 |
| Ildikó Ságiné Ujlakyné Rejtő Lídia Sákovicsné Dömölky Katalin Nagyné Juhász Judit Ágoston-Mendelényi Paula Marosi | floret team (v) | Goud      | 1ste ronde groep B: 2de met 1 overwinning 2de ronde: W van EUA: 9-2 finale: W van Sovjet-Unie: 9-7 |

### Schietsport
| Olympiër       | Discipline                  | Resultaat | Prestatie                               |
| -------------- | --------------------------- | --------- | --------------------------------------- |
| László Hammerl | 50m geweer 3 houdingen (m)  | Brons     | 1151 punten: (397-387-367)              |
| Tibor Jakosits | 50m geweer 3 houdingen (m)  | 12e       | 1141 punten: (394-393-354)              |
| László Hammerl | 50m geweer liggend (m)      | Goud      | 597 punten: (100-100-99-99-100-99) (WR) |
| Tibor Jakosits | 50m geweer liggend (m)      | 9e        | 592 punten: (97-98-99-99-99-100)        |
| Zoltán Sándor  | 300m geweer 3 houdingen (m) | 16e       | 1106 punten: (391-358-357)              |
| Imre Simkó     | 300m geweer 3 houdingen (m) | 19e       | 1099 punten: (379-380-340)              |
| Ferenc Gönczi  | 50m pistool (m)             | 20e       | 541 punten: (87-91-89-89-89-96)         |
| Lajos Kelemen  | 50m pistool (m)             | 13e       | 545 punten: (93-92-95-90-85-90)         |
| Gábor Balla    | 25m snelvuurpistool (m)     | 23e       | 579 punten: (290-289)                   |
| Szilárd Kun    | 25m snelvuurpistool (m)     | 5e        | 589 punten: (293-296)                   |

### Schoonspringen
| Olympiër    | Discipline    | Resultaat | Prestatie                         |
| ----------- | ------------- | --------- | --------------------------------- |
| Dóra József | 10m toren (m) | 21e       | voorronde: 21ste met 84,62 punten |

### Turnen
| Olympiër                                                                                             | Discipline               | Resultaat | Prestatie                                                         |
| --- | ------------------------ | --------- | ----------------------------------------------------------------- |
| István Aranyos                                                                                       | individuele meerkamp (m) | 28e       | 111,75 punten                                                     |
| Rajmund Csányi                                                                                       | individuele meerkamp (m) | 17e       | 113,00 punten                                                     |
| Győző Cser                                                                                           | individuele meerkamp (m) | 74e       | 108,80 punten                                                     |
| András Lelkes                                                                                        | individuele meerkamp (m) | 71e       | 108,90 punten                                                     |
| Péter Sós                                                                                            | individuele meerkamp (m) | 78e       | 108,60 punten                                                     |
| Lajos Varga                                                                                          | individuele meerkamp (m) | 35e       | 111,10 punten                                                     |
| István Aranyos Rajmund Csányi Győző Cser András Lelkes Péter Sós Lajos Varga                         | meerkamp team (m)        | 9e        | 555,70 punten                                                     |
| |                          |           |                                                                   |
| Katalin Makray                                                                                       | brug (v)                 | Zilver    | kwalificatie: 3de met 19,166 punten finale: 2de met 19,216 punten |
| Anikó Ducza-Jánosi                                                                                   | vloer (v)                | Brons     | kwalificatie: 4de met 19,200 punten finale: 3de met 19,300 punten |
| Anikó Ducza-Jánosi                                                                                   | individuele meerkamp (v) | 16e       | 75,331 punten                                                     |
| Gyöngyi Mák-Kovács                                                                                   | individuele meerkamp (v) | 25e       | 74,597 punten                                                     |
| Katalin Makray                                                                                       | individuele meerkamp (v) | 18e       | 75,330 punten                                                     |
| Katalin Muller                                                                                       | individuele meerkamp (v) | 27e       | 74,565 punten                                                     |
| Márta Tolnai-Erdős                                                                                   | individuele meerkamp (v) | 32e       | 74,231 punten                                                     |
| Mária Tressel                                                                                        | individuele meerkamp (v) | 21e       | 74,932 punten                                                     |
| Anikó Ducza-Jánosi Gyöngyi Mák-Kovács Katalin Makray Katalin Muller Márta Tolnai-Erdős Mária Tressel | meerkamp team (v)        | 5e        | 375,455 punten                                                    |

### Voetbal
| Olympiër | Discipline | Resultaat | Prestatie |
| --- | ---------- | --------- | --- |
| Ferenc Bene Tibor Csernai János Farkas József Gelei Kálmán Ihász Sándor Katona Imre Komora Ferenc Nógrádi Dezsõ Novák Àrpád Orban Károly Palotai Antal Szentmihályi Gusztáv Szepesi Zoltán Varga | mannen     | Goud      | groep B: 1ste W van Marokko: 6-0 W van Joegoslavië: 6-5 kwartfinale: W van Roemenië: 2-0 halve finale: W van Verenigde Arabische Republiek: 6-0 finale: W van Joegoslavië: 2-1 |

| Groep B |             |             |             |             |             |            |            |            |        |
| #       | Land        | Wedstrijden | Wedstrijden | Wedstrijden | Wedstrijden | Doelpunten | Doelpunten | Doelpunten | Punten |
| #       | Land        | G           | W           | G           | V           | V          | T          | Saldo      | Punten |
| 1       | Hongarije   | 2           | 2           | 0           | 0           | 12         | 5          | +7         | 4      |
| 2       | Joegoslavië | 2           | 1           | 0           | 1           | 8          | 7          | +1         | 2      |
| 3       | Marokko     | 2           | 0           | 0           | 2           | 1          | 9          | −8         | 0      |
| 4       | Pakistan    | 0           | 0           | 0           | 0           | 0          | 0          | 0          | 0      |

| Ronde        | Datum   | Plaats    | Land | Score                         | Land |
| ------------ | ------- | --------- | ---- | ----------------------------- | ---- |
| Groepsfase   |         |           |      |                               |      |
| 11 oktober   | Tokio   | Hongarije | 6-0  | Marokko                       |      |
| 15 oktober   | Tokio   | Hongarije | 6-5  | Joegoslavië                   |      |
| Kwartfinale  |         |           |      |                               |      |
| 18 oktober   | Saitama | Hongarije | 2-0  | Roemenië                      |      |
| Halve finale |         |           |      |                               |      |
| 18 oktober   | Tokio   | Hongarije | 6-0  | Verenigde Arabische Republiek |      |
| Finale       |         |           |      |                               |      |
| 18 oktober   | Tokio   | Hongarije | 2-1  | Tsjecho-Slowakije             |      |

### Volleybal
| Olympiër | Discipline | Resultaat | Prestatie |
| --- | ---------- | --------- | --- |
| Bela Czafik Vilmos Ivancso Csabas Lantos Gabor Bodo István Molnar Otto Prouza Ferenc Tuske Tibor Florián Laszlo Galos Antal Kangyerka Mihaly Tatar Ferenc Janosi | mannen     | 6e        | groepsfase: 6de V van Tsjecho-Slowakije: 2-3 (10-15, 15-12, 15-13, 9-15, 10-15) W van Japan: 3-0 (15-12, 15-8, 15-12) W van Verenigde Staten: 3-0 (15-12, 15-13, 15-8) V van Sovjet-Unie: 0-3 (9-15, 13-15, 11-15) V van Brazilië: 2-3 (4-15, 15-13, 15-11, 14-16, 11-15) V van Roemenië: 1-3 (6-15, 15-12, 10-15, 14-16) W van Nederland: 3-1 (15-4, 8-15, 15-11, 15-12) W van Zuid-Korea: 3-2 (17-15, 6-15, 13-15, 15-8, 15-6) V van Bulgarije: 1-3 (9-15, 12-15, 15-12, 8-15) |

| Groepsfase |                   |             |             |             |             |             |             |        |        |        |        |
| #          | Land              | Wedstrijden | Wedstrijden | Wedstrijden | Wedstrijden | Wedstrijden | Wedstrijden | Punten | Punten | Punten | Punten |
| #          | Land              | G           | W           | V           | SW          | SV          | SR          | SPW    | SPL    | Saldo  | Punten |
| 1          | Sovjet-Unie       | 9           | 8           | 1           | 25          | 5           | +20         | 415    | 279    | +136   | 17     |
| 2          | Tsjecho-Slowakije | 9           | 8           | 1           | 26          | 10          | +16         | 486    | 399    | +87    | 17     |
| 3          | Japan             | 9           | 7           | 2           | 22          | 12          | +10         | 475    | 372    | +105   | 16     |
| 4          | Roemenië          | 9           | 6           | 3           | 19          | 15          | +4          | 432    | 394    | +38    | 15     |
| 5          | Bulgarije         | 9           | 5           | 4           | 20          | 16          | +4          | 464    | 429    | +35    | 14     |
| 6          | Hongarije         | 9           | 4           | 5           | 18          | 18          | 0           | 449    | 466    | -17    | 13     |
| 7          | Brazilië          | 9           | 3           | 6           | 13          | 23          | -10         | 410    | 474    | -64    | 12     |
| 8          | Nederland         | 9           | 2           | 7           | 11          | 24          | -13         | 378    | 482    | -104   | 11     |
| 9          | Verenigde Staten  | 9           | 2           | 7           | 10          | 23          | -13         | 360    | 450    | -90    | 11     |
| 10         | Zuid-Korea        | 9           | 0           | 9           | 9           | 27          | -16         | 376    | 500    | -124   | 9      |

| Ronde      | Datum | Plaats            | Land | Score            | Land |
| ---------- | ----- | ----------------- | ---- | ---------------- | ---- |
| Groepsfase |       |                   |      |                  |      |
| 13 oktober | Tokio | Tsjecho-Slowakije | 3-2  | Hongarije        |      |
| 14 oktober | Tokio | Hongarije         | 3-0  | Japan            |      |
| 15 oktober | Tokio | Hongarije         | 3-0  | Verenigde Staten |      |
| 17 oktober | Tokio | Sovjet-Unie       | 3-0  | Hongarije        |      |
| 18 oktober | Tokio | Brazilië          | 3-2  | Hongarije        |      |
| 19 oktober | Tokio | Roemenië          | 3-1  | Hongarije        |      |
| 21 oktober | Tokio | Hongarije         | 3-1  | Nederland        |      |
| 22 oktober | Tokio | Hongarije         | 3-2  | Zuid-Korea       |      |
| 23 oktober | Tokio | Bulgarije         | 3-1  | Hongarije        |      |

### Waterpolo
| Olympiër | Discipline | Resultaat | Prestatie |
| --- | ---------- | --------- | --------- |
| Miklós Ambrus András Bodnár Ottó Boros Zoltán Dömötör László Felkai Dezsõ Gyarmati Tivadar Kanizsa György Kárpáti János Konrád Mihály Mayer Dénes Pócsik Péter Rusorán | mannen     | Goud      |           |

### Wielersport
| Olympiër                                                | Discipline         | Resultaat | Prestatie                                                             |
| Baan                                                    | Baan               | Baan      | Baan                                                                  |
| ------------------------------------------------------- | ------------------ | --------- | --------------------------------------------------------------------- |
| Richárd Bicskey                                         | sprint (m)         | 24e       | serie 6: 2de 1ste ronde herkansingen: 2de                             |
| Ferenc Habony                                           | sprint (m)         | 24e       | serie 11: 3de 1ste ronde herkansingen: 2de                            |
| Ferenc Habony                                           | tijdrit (m)        | 18e       | 1.14,48                                                               |
| Richárd Bicskey Ferenc Habony                           | tandem (m)         | 5e        | serie 2: 1ste in 10,97 kwartfinale 3: V van EUA Fuggerer/Kobusch: 0-2 |
| Weg                                                     |                    |           |                                                                       |
| Janos Juszko                                            | wegwedstrijd (m)   | 24e       | 4:39.51,74                                                            |
| Laszlo Maho                                             | wegwedstrijd (m)   | 74e       | 4:39.51,78                                                            |
| Antal Megyerdi                                          | wegwedstrijd (m)   | 46e       | 4:39.51,78                                                            |
| Andras Meszaros                                         | wegwedstrijd (m)   | 35e       | 4:39.51,76                                                            |
| Janos Juszko Laszlo Maho Antal Megyerdi Andras Meszaros | ploegentijdrit (m) | 12e       | 2:32.19,96                                                            |

### Worstelen
| Olympiër       | Discipline  | Resultaat   | Prestatie |
| Vrije stijl    | Vrije stijl | Vrije stijl | Vrije stijl |
| -------------- | ----------- | ----------- | --- |
| János Varga    | -57kg (m)   | 7e          | 1ste ronde: W van PHI Tumasis 2de ronde: W van AUS McGrath 3de ronde: V van KOR Choi 4de ronde: V van TUR Akbaş                                                   |
| Károly Bajkó   | -78kg (m)   | 11e         | 1ste ronde: W van PAK Afzal 2de ronde: V van BUL Dermendzhiev 3de ronde: V van IRI Sanatkaran                                                                     |
| Géza Hollósi   | -87kg (m)   | 5e          | 1ste ronde: V van IRI Mahdizadeh 2de ronde: W van NED van Wyk 3de ronde: W van PAK Faiz 4de ronde: V van JPN Sasaki                                               |
| Imre Vígh      | -97kg (m)   | 8e          | 1ste ronde: V van IRI Takhti 2de ronde: W van JPN Kawano 3de ronde: W van IND Mane                                                                                |
| János Reznák   | +97kg (m)   | 8e          | 1ste ronde: V van BUL Akhmedov 2de ronde: W van MGL Sanjaa 3de ronde: V van URS Ivanitsky                                                                         |
| Grieks-Romeins |             |             | |
| Imre Alker     | -52kg (m)   | 16e         | 1ste ronde: V van JPN Hanahara 2de ronde: V van GRE Ganotis |
| János Varga    | -57kg (m)   | 9e          | 1ste ronde: W van ROU Cernea 2de ronde: W van ITA Toma 3de ronde: V van JPN Ichiguchi                                                                             |
| Imre Polyák    | -63kg (m)   | Goud        | 1ste ronde: W van USA Finley 2de ronde: W van KOR Kim 3de ronde: W van GRE Galaktopoulos 4de ronde: W van AUT Marte 5de ronde: vrij 6de ronde: W van URS Rurua    |
| Antal Rizmayer | -78kg (m)   | 5e          | 1ste ronde: W van ARG Vario 2de ronde: V van JPN Kazama 3de ronde: W van NOR Barlie 4de ronde: G van POL Dubicki                                                  |
| Géza Hollósi   | -87kg (m)   | 4e          | 1ste ronde: V van YUG Simić 2de ronde: W van KOR Lee 3de ronde: W van SUI Kobelt 4de ronde: G van BUL Bimbalov 5de ronde: G van TCH Kormaník                      |
| Ferenc Kiss    | -97kg (m)   | 5e          | 1ste ronde: W van IND Mane 2de ronde: V van URS Abashidze 3de ronde: W van YUG Cucić 4de ronde: G van SWE Svensson                                                |
| István Kozma   | +97kg (m)   | Goud        | 1ste ronde: W van JPN Sugiyama 2de ronde: W van TUR Kaplan 3de ronde: vrij 4de ronde: W van EUA Dietrich 5de ronde: W van TCH Kment 6de ronde: G van URS Roshchin |

### Zeilen
| Olympiër        | Discipline | Resultaat | Prestatie                                 |
| --------------- | ---------- | --------- | ----------------------------------------- |
| Richárd Bicskey | finn       | 13e       | 3771 punten: (7-11-11-13-20-DNF-4)/small> |

### Zwemmen
| Olympiër                                                                            | Discipline            | Resultaat | Prestatie                                                                  |
| ----------------------------------------------------------------------------------- | --------------------- | --------- | -------------------------------------------------------------------------- |
| Gyula Dobay                                                                         | 100m vrije slag (m)   | 7e        | serie 7: 1ste in 55,8 halve finale 3: 3de in 54,8 finale: 7de in 54,9      |
| József Gulrich                                                                      | 100m vrije slag (m)   | 31e       | serie 8: 4de in 56,3                                                       |
| Antal Száll                                                                         | 100m vrije slag (m)   | 36e       | serie 9: 5de in 56,8                                                       |
| András Bodnár                                                                       | 400m vrije slag (m)   | 49e       | serie 6: 8ste in 5.03,7                                                    |
| József Katona                                                                       | 400m vrije slag (m)   | 13e       | serie 5: 2de in 4.24,7                                                     |
| László Szlamka                                                                      | 400m vrije slag (m)   | 48e       | serie 1: 6de in 5.00,0                                                     |
| József Katona                                                                       | 1500m vrije slag (m)  | 8e        | serie 1: 2de in 17.33,5 finale: 8ste in 17.30,8                            |
| József Csikány                                                                      | 200m rugslag (m)      | 11e       | serie 5: 3de in 2.18,3 halve finale 1: 6de in 2.17,5                       |
| Ákos Gulyás                                                                         | 200m rugslag (m)      | 31e       | serie 2: 6de in 2.30,5                                                     |
| Ferenc Lenkei                                                                       | 200m schoolslag (m)   | 14e       | serie 2: 3de in 2.38,6 halve finale 1: 8ste in 2.37,5                      |
| Csaba Ali                                                                           | 400m wisselslag (m)   | 10e       | serie 4: 2de in 5.05,4                                                     |
| György Kosztolánczy                                                                 | 400m wisselslag (m)   | 7e        | serie 3: 3de in 5.03,8 finale: 7de in 5.01,9                               |
| Antal Száll Ákos Gulyás László Szlamka Gyula Dobay                                  | 4x100m vrije slag (m) | 9e        | serie 1: 4de in 3.43,2                                                     |
| Gyula Dobay Csaba Ali György Kosztolánczy József Katona                             | 4x200m vrije slag (m) | 11e       | serie 2: 6de in 8.24,4                                                     |
| József Csikány Ferenc Lenkei Jzsef Gulrich Gyula Dobay                              | 4x100m wisselslag (m) | 6e        | serie 2: 2de in 4.08,8 finale: 6de                                         |
|                                                                                     |                       |           |                                                                            |
| Csilla Madarász-Bajnogel-Dobai                                                      | 100m vrije slag (v)   | 6e        | serie 6: 3de in 1.02,5 halve finale 1: 4de in 1.02,3 finale: 6de in 1.02,4 |
| Katalin Takács                                                                      | 100m vrije slag (v)   | 13e       | serie 5: 3de in 1.03,5 halve finale 2: 6de in 1.03,3                       |
| Judit Turóczy                                                                       | 100m vrije slag (v)   | 11e       | serie 4: 2de in 1.02,9 halve finale 1: 7de in 1.03,0                       |
| Mária Balla-Lantos                                                                  | 100m rugslag (v)      | 17e       | serie 2: 6de in 1.12,0                                                     |
| Zsuzsa Kovács                                                                       | 200m schoolslag (v)   | 23e       | serie 1: 6de in 3.06,7                                                     |
| Márta Egerváry                                                                      | 100m vlinderslag (v)  | 15e       | serie 3: 4de in 1.10,3 halve finale 1: 7de in 1.10,7                       |
| Márta Egerváry                                                                      | 400m wisselslag (v)   | 8e        | serie 1: 3de in 5.35,8 finale: 8ste in 5.38,4                              |
| Judit Turóczy Éva Erdélyi Katalin Takács Csilla Madarász-Bajnogel-Dobai Mária Frank | 4x100m vrije slag (v) | 9e        | serie 2: 2de in 4.13,4 finale: 4de in 4.12,1                               |
| Mária Balla Zsuzsa Kovács Márta Egerváry Csilla Dobai                               | 4x100m wisselslag (v) | DSQ       | serie 2: 5de in 4.48,9 finale: gediskwalificeerd                           |

Afghanistan · Algerije · Argentinië · Australië · Bahama's · België · Bermuda · Birma · Bolivia · Brazilië · Brits-Guiana · Bulgarije · Cambodja · Canada · Ceylon · Chili · Colombia · Congo-Brazzaville · Costa Rica · Cuba · Denemarken · Dominicaanse Republiek · Duits eenheidsteam · Ethiopië · Filipijnen · Finland · Frankrijk · Ghana · Griekenland · Groot-Brittannië · Hongarije · Hongkong · Ierland · IJsland · India · Irak · Iran · Israël · Italië · Ivoorkust · Jamaica · Japan · Joegoslavië · Kameroen · Kenia · Libanon · Liberia · Libië · Liechtenstein · Luxemburg · Madagaskar · Maleisië · Mali · Marokko · Mexico · Monaco · Mongolië · Nederland · Nederlandse Antillen · Nepal · Nieuw-Zeeland · Niger · Nigeria · Noord-Rhodesië · Noorwegen · Oeganda · Oostenrijk · Pakistan · Panama · Peru · Polen · Portugal · Puerto Rico · Roemenië · Senegal · Sovjet-Unie · Spanje · Taiwan · Tanganyika · Thailand · Trinidad en Tobago · Tsjaad · Tsjecho-Slowakije · Tunesië · Turkije · Uruguay · Venezuela · Verenigde Arabische Republiek · Verenigde Staten · Vietnam · Zuid-Korea · Zuid-Rhodesië · Zweden · Zwitserland